# 天神之后彌撒中心
天神之后彌撒中心（英語：Our Lady Queen of Angels Mass Centre）是一座香港天主教彌撒中心，由天主教香港教區管理。位於九龍觀塘順利邨順緻街7號（順利天主教中學），建立於1952年。

## 堂區服務範圍
天神之后堂區服務的範圍包括觀塘的順利邨、順利紀律部隊宿舍、順緻苑、順天邨和順安邨等等。

## 堂區歷史

### 復華村及建堂時期
五十年代初期，中國局勢影響及發生木屋火災，1951年冬，牛頭角開始有難民入住收容所。1952年，美國瑪利諾修會有計劃地安排在多個難民區展開傳教及救援工作。修會顧倫神父及謝鳴之神父，到此地探訪及接觸教友。
他們首次聚會的地方是間農民的豬屋，接著利用3區一間石屋開彌撒。1952年10至11月教堂與庇護十二學校開始動土興建，至1953年1月25日教堂與學校地址正式奠基。由此開始，與九龍聖德肋撒堂劃分，成為獨立堂區，瑪利諾神父所負責的首個東九龍堂區。
因為當時東九龍地區尚未發展，更未設有其他堂區。當時天神之后堂的管轄範圍：東起茶果嶺、西至牛池灣、南自九龍灣、北達井欄樹。其範圍之廣，可與今日的東九龍總鐸區相比。因為當時的觀塘、藍田、秀茂坪、順利區，只是一片荒蕪之境。至1960年初，觀塘開發為衛星城市，人口漸漸增多；瑪利諾會賴存忠神父在觀塘宜安街，籌建聖若翰堂及小學。

### 歷史性的轉變
1967年牛頭角與官塘一帶已經積極發展。牛頭角明愛中心建成，基督勞工彌撒中心成立為一個新堂區。以前屬於諸天神之后小堂區範圍的地區轉為棣屬基督勞工堂。與此同時，復華村第5區與第6區相繼遷拆，堂區範圍與教友人數減少。至1970年，本堂神父梁次庭神父因病離去。賀道明神父兼任本堂神父，在此時起，本堂開始成為天神之后小堂彌撒中心。

### 遷移到順利區
1978年至1980年間，香港政府收回復華村改建樂華邨。 堂區跟隨教友遷移到順利區後，因未被安排新址而「真空」了一段時間。在這段時期裏，堂區暫借安置區內1、2間臨屋單位，充當主日彌撒用途。順安邨安逸幼稚園借出一角，暫作堂區辦事處及彌撒中心之用。1983年順利天主教中學落成，堂區借出學校五樓禮堂，作為彌撒中心之用。 

## 堂區主保
聖母元后紀念（英語：Queenship of Blessed Virgin Mary）在每年的8月22日。自中世紀以來，已有不少修士及團體，在祈禱中，尊聖母為天使、諸聖及世人之后，至十九世紀才成為瞻禮。在1954年，教宗庇護十二世把5月31日，定為全教會慶祝聖母為天地元后的日子；在1970年改為8月22日，即聖母升天後第八日。基督既作為普世君王，故教會也尊聖母為元后，表示她參與了基督救贖世人、建立天國的工程。

## 彌撒及禮儀時間

### 彌撒
- 主日彌撒：09:00、10:30（粤語）
- 星期六提前主日彌撒：18:00（粤語）

## 牧職人員
- 署理主任司鐸：陳永超副主教

## 慕道班（道理班）
慕道班常於每年9月開展，以供希望認識天主教信仰的人士參與，可向堂區辨事處查詢。

## 聯絡方法
電話：23448817，傳真：25622427。

## 外部連結
- 天神之后彌撒中心網站（页面存档备份，存于）